# شهرک ولیعصر (گرمی)
شهرک ولیعصر یک منطقهٔ مسکونی در ایران است که در استان اردبیل واقع شده‌است. براساس سرشماری مرکز آمار ایران در سال ۱۳۹۵، شهرک ولیعصر ۱٬۳۴۲ نفر جمعیت دارد.